# Batrachuperus tibetanus
Espèce
Statut de conservation UICN

 VU A2ad : Vulnérable
Batrachuperus tibetanus est une espèce d'urodèles de la famille des Hynobiidae.

## Répartition
Cette espèce est endémique de Chine. Elle se rencontre dans le Nord-Ouest du Sichuan, dans l'Est du Tibet, dans le Sud-Est du Gansu et dans le Sud du Shaanxi de 1 500 à 4 250 m d'altitude.

## Étymologie
Son nom d'espèce lui a été donné en référence au lieu de sa découverte, le Tibet.

## Publication originale
- Schmidt, 1925 : New reptiles and a new salamander from China. American Museum Novitates, no 157, p. 1-5 (texte intégral).